# 恒等式
数学上，恒等式（英語：Identity），方程式的一種，特性是恆等號或等號兩邊的表達式无论其变量如何取值，兩邊的結果永远相等。

## 例子

### 乘法公式類恆等式
- 分配律
- 完全平方
  - 和平方
    - 三數和平方

  - 差平方
- 平方差
- 和立方
- 差立方
- 立方和
- 立方差

### 函数类恒等式
- 对数恒等式
- 指数恒等式
- 三角恒等式
- 双曲线函数恒等式
- 超几何函数恒等式
- 组合恒等式

### 以人命名的恒等式
- 贝祖等式
- 歐拉恆等式
- 格林恆等式
- 雅可比恒等式
- 朱世杰恒等式
- 范德蒙恒等式
- 李善兰恒等式
- 婆罗摩笈多-斐波那契恒等式
- 拉格朗日恆等式
- 欧拉四平方和恒等式
- 牛頓恆等式